# Frank Logemann
Frank Logemann (* 22. Mai 1967 in Köln) ist ein deutscher Schauspieler und Musicaldarsteller.

## Leben
Frank Logemann kann ein abgeschlossenes BWL-Studium nachweisen, sein ursprüngliches Berufsziel war Auslandskorrespondent. Bereits während seiner Studienzeit nahm er Schauspielunterricht und debütierte 1988 an der Studiobühne Köln als Joseph Goebbels in Else Lasker-Schülers Tragödie IchundIch. Erste Musicalrollen spielte Logemann ab Mitte der 1990er-Jahre mit verschiedenen Rollen in Der kleine Horrorladen und als Vater in der Uraufführung von Die Schöne und das Biest von Martin Doepke in den Kölner Sartory-Sälen. 1996 gehörte er in der Rolle des Jean Valjean zum Originalcast von Les Misérables anlässlich der deutschen Erstaufführung im Duisburger Theater am Marientor. Diesen Part verkörperte er auch in späteren Jahren am Landestheater Detmold und dem Anhaltischen Theater Dessau. In Eric Woolfsons Musical Gambler spielte Logemann die Hauptrolle des Casinobesitzers unter der Regie des Autors in Mönchengladbach. Im Theater am Potsdamer Platz sah das Publikum ihn um die Jahrtausendwende als Frollo im Glöckner von Notre Dame. 2008 war Logemann Georg Spalatin in der Uraufführung des Musicals Martin Luther bei den Domfestspielen in Erfurt, ab 2009 Santa Maria in der Musicalfassung von Bully Herbigs Film Der Schuh des Manitu im Berliner Theater des Westens. In der Uraufführung von Die 10 Gebote von Dieter Falk und Michael Kunze spielte er Aaron in der Dortmunder Westfalenhalle.
Häufig tritt Logemann auch im Hamburger Operettenhaus auf. Hier war er in dem Rock-Musical Tosca zu sehen, als Sam in Mamma Mia!, verschiedene Rollen übernahm er in Rocky. 2017 gehörte er als Price senior zur Premierenbesetzung von Kinky Boots. 2015 und 2016 hatte Logemann diverse Charaktere im Wunder von Bern im Theater an der Elbe inne.
Weitere Aufgaben übernahm Logemann in den letzten Jahren in Musicals wie Cats auf einer Europatournee, als Horace Vandergelder in Hello, Dolly! am Opernhaus Kiel oder erneut in der Rolle des Sam in Mamma Mia im Theater am Potsdamer Platz.
Gelegentlich arbeitet Logemann auch vor der Kamera und war in der Vergangenheit als Gastdarsteller in verschiedenen Serien zu sehen.

## Filmografie
- 1995: Die Wache – Disharmonien
- 1999: Jimmy the Kid
- 2001: Verbotene Liebe (2 Folgen als Wendelin Voss)
- 2011: Schwerelos (Kurzfilm)
- 2013: SOKO Köln – Der stille Mord
- 2014: Die Pfefferkörner – Munition
- 2015: Die Pfefferkörner – Abgeschoben
- 2018: Sarah Kohr – Mord im Alten Land
- 2018: SOKO Wismar – Der Bierflüsterer
- 2022: So laut du kannst
- 2024: SOKO Hamburg – Mit Haut und Haar

## Hörspiele
- 1992: Der Engel – Autor und Regie: Giorgio Bandini
- 1993: Das Bärenfell und die silberne Mondharfe – Autor: Petr Chudozilov – Regie: Thomas Werner